# Keepsake
Keepsake fue una influencial banda emo formada en 1997 por Paul Geller y Mark Silva en Coral Springs, Florida. Aunque su estilo tiene claramente un sesgo "pop" y era marcadamente más melódico, poseía elementos que lo hacían aún experimental, tales como los arpegios en las guitarras, secciones acústicas y el uso de la voz gritada aún en partes suaves, cuando la mayor parte de las bandas de rock alternativo de ese momento solamente ocupaban voces limpias en los coros. Es por esto que Keepsake es visto tanto por la crítica como por los fanes del género como el eslabón perdido entre el emo de los 90' (o Midwest Emo) y el post-hardcore melódico o moderno de comienzos del nuevo milenio, con bandas como Senses Fail y Silverstein. En efecto, esta nueva camada de bandas tomó como influencias principales a Keepsake, At the drive-in y Glassjaw.
Después de haber lanzado 3 discos a través de una discográfica independiente, Eulogy Recordings, Geller abandonó la banda por motivos personales, volviendo a la música años después como solista, bajo el nombre de "Pauly Jett". También produjo trabajos de bandas del sello Undecided Records, entre los que se cuenta Shindig, Hearts Over Rome, and Cru Jones. Paul ahora aplica su conocimiento sobre la industria musical en su trabajo de vicepresidente ejecutivo de Productos de la Información en Grooveshark, además de ser reconocido nacionalmente como DJ Pauly Crush.
Jesse Kriz formó parte de Actions Speak Louder y Until the End. El resto de integrantes ha formado o sido parte de varias bandas Emo Y Post-Hardcore.

## Miembros
- Duane Hosein - Voz
- Shane Halpern - Voz
- Paul Geller - Guitarra
- Mark Silva - Guitarra
- Mykee Shaffer - Guitarra
- Paul Pincus - Guitarra
- Rob Yapkowitz - Guitarra
- Justin Manlove - Bajo
- Derek Carty - Bajo
- Dan Mazin - Bajo
- Tommy Lobes - Guitarra
- Trevor Short - Bajo
- Chris Hornbrook - Batería
- Colby Hooper - Batería
- Jesse Kriz - Batería

## Discografía
- The Things I Would Say (1998, Eulogy Recordings)
- She Hums Like a Radio (2000, Eulogy Recordings)
- The End of Sound (2001, Eulogy Recordings)
- Black Dress in a B Movie (2003, Fearless Records)
- apareció en Punk Goes Pop con la canción The Way You Love Me

## Bandas relacionadas
- Pauly Jett - Paul Geller
- Pauly Crush - Paul Geller
- Until the End - Dan Mazin, Jesse Kriz
- The Cartoon Life - Shane Halpern, Derek Carty
- Harbour Lights - Shane Halpern, Derek Carty
- A Jealousy Issue -Duane Hosein
- Hello Nurse - Mykee Shaffer
- Poison The Well - Duane Hosein, Chris Hornbrook, Shane Halpern

- Datos: Q6383282